# Jean-François Monette
Jean-François Monette (* 28. Oktober 1978 in Pointe-aux-Trembles, Montreal) ist ein kanadischer Jurist sowie ehemaliger Shorttrackläufer.

## Leben

### Sportliche Karriere
Als Kind spielte er zunächst Eishockey. Den Anstoß für den Wechsel zu Eisschnelllauf und Shorttrack gaben die Olympischen Winterspiele 1988, die in der kanadischen Stadt Calgary stattfanden. Monette war besonders begeistert vom Eisschnellläufer Gaétan Boucher (der, wie er selbst, aus Québec stammte) und schloss sich bald darauf im Alter von neun Jahren einem Verein in seiner Heimatstadt an. Sein dortiger erster Trainer war Laurent Daignault, der zwischen 1989 und 1992 drei Medaillen bei Weltmeisterschaften gewinnen sowie bei den Olympischen Winterspielen 1992 im französischen Albertville den zweiten Platz mit der Staffel erreichen sollte. Schon bald galt Monette als vielversprechendes Talent und 1996 vermochte er ein erstes Ausrufezeichen auf internationaler Bühne zu setzen, als er sich bei den Juniorenweltmeisterschaften in Courmayeur – punktgleich mit dem Südkoreaner Lee Sang-jun – die Goldmedaille im Mehrkampf sichern konnte.
Ab 2000 trat er bei Rennen der Erwachsenenklassifikation an und gehörte zu den besten Kanadiern. In den Jahren 2001 bis 2004 verbuchte er vier Weltcupsiege und am Ende der Weltcupsaison 2002/03 sicherte er sich die Disziplinenwertung über die 500-Meter-Distanz. Vom kanadischen Dachverband Speed Skating Canada wurde er daraufhin als bester männlicher Shorttrackläufer des Jahres geehrt. Ferner sammelte Monette zwischen 2002 und 2008 zehn Weltmeisterschaftsmedaillen – darunter die Teamweltmeister-Titel 2003 und 2007. Über 500 Meter, 1000 Meter sowie mit der 5000-Meter-Staffel fuhr er jeweils zu neuen Weltrekorden und seine Bestzeit über 500 Meter hatte knapp vier Jahre lang Bestand. Dennoch blieb ihm ein Start bei Olympischen Winterspielen stets verwehrt: Im Februar 2002 in Salt Lake City war er kurz davor, wurde jedoch nur als Ersatzmann für die kanadische Mannschaft nominiert und kam nicht zum Einsatz.
Dass er später auch nicht für die in Turin ausgetragenen Olympischen Winterspiele 2006 berufen wurde, frustrierte Monette nachhaltig. Hinzu kamen mehrere im Februar 2008 erlittene Stoßverletzungen sowie eine nur langsam heilende Knieverletzung. In Addition führten diese Gründe dazu, dass er am 3. Dezember 2008 seinen Rücktritt vom aktiven Sport bekanntgab.

### Nach dem Rücktritt
Monette brach ein zunächst begonnenes Biologiestudium ab und immatrikulierte sich stattdessen in Rechtswissenschaft an der Universität Montreal. Dort erhielt er im Mai 2008 seinen Abschluss und belegte anschließend noch postgraduale Kurse zur Spezialisierung in Notarrecht. Er arbeitet seither als Notar – erst in Montreal und mittlerweile in Gaspé. Zwischen 2011 und 2014 gehörte er dem Vorstand von Speed Skating Canada an und im September 2016 beschloss das Council der Internationalen Eislaufunion (ISU) auf seiner Sitzung in Genf, Monette zum Mitglied der ISU-Disziplinarkommission zu ernennen.
Bereits unmittelbar nach seinem Rücktritt engagierte sich Monette als Trainer in seinem Jugendverein in Pointe-aux-Trembles. Im Jahr 2019 gehörte er zu den Mitgründern des ersten Eisschnelllaufvereines in Gaspé. Der damals nächstgelegene befand sich im 220 Kilometer Luftlinie entfernten Matane.

## Weltcupsiege
| Nr. | Datum        | Ort            | Disziplin |
| --- | ------------ | -------------- | --------- |
| 1.  | 7. Feb. 2004 | Mladá Boleslav | 500 m     |

| Nr. | Datum         | Ort            | Disziplin        |
| --- | ------------- | -------------- | ---------------- |
| 1.  | 9. Dez. 2001  | Sofia          | 5000-m-Staffel 1 |
| 2.  | 20. Okt. 2002 | Chuncheon      | 5000-m-Staffel 2 |
| 3.  | 9. Feb. 2003  | Salt Lake City | 5000-m-Staffel 3 |

## Weltrekorde
| Distanz          | Ort     | Zeit         | Aufgestellt am   | Gültig bis       |
| ---------------- | ------- | ------------ | ---------------- | ---------------- |
| 5000-m-Staffel 1 | Calgary | 6:43,730 min | 14. Oktober 2001 | 17. Oktober 2003 |
| 500 m            | Calgary | 41,184 s     | 18. Oktober 2003 | 13. Oktober 2007 |
| 1000 m           | Calgary | 1:25,662 min | 9. März 2003     | 14. Februar 2004 |